# Museum of Jewish Heritage

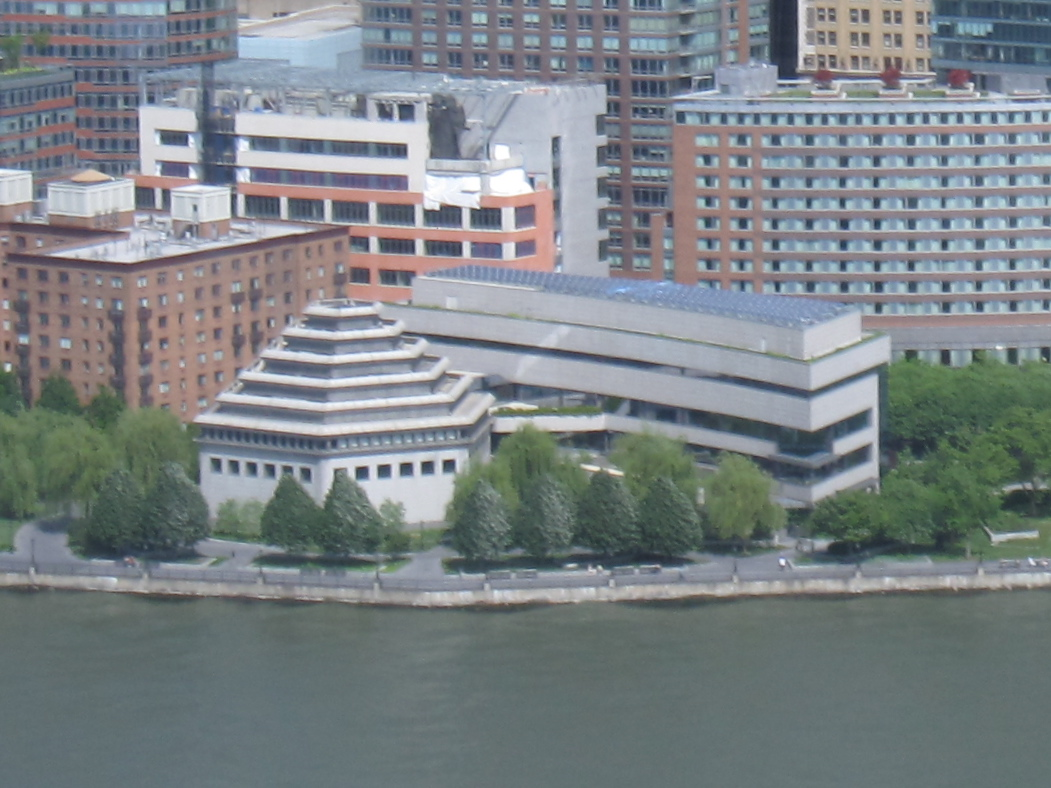
Luftansicht

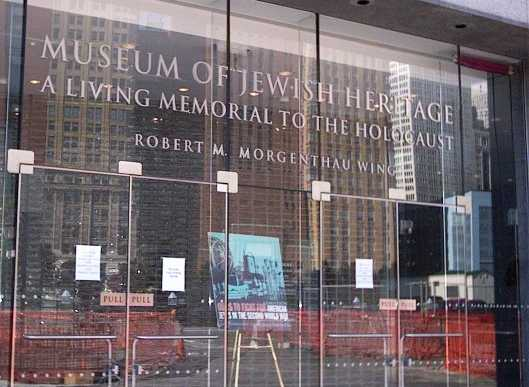
Museum of Jewish Heritage, Robert M. Morgenthau-Wing

Das 10400 m² große Museum of Jewish Heritage wurde am 15. September 1997 im Robert F. Wagner Jr. Park in Manhattan eröffnet. Die Gebäudeform ist einem Davidstern nachempfunden und soll schon von außen an die sechs Millionen getöteten Juden im Holocaust erinnern. Leiter ist der international renommierte Holocaustforscher David Marwell.
Das erklärte Ziel des Museums ist es, Menschen aller Altersklassen und sozialer Schichten über das breite Spektrum jüdischen Lebens vor, während und nach dem Zweiten Weltkrieg aufzuklären. 
Das Museum enthält einen Theatersaal für Filmvorführungen, Referate und Aufführungen, Schulungsräume, eine Bibliothek, und Räumlichkeiten für temporäre Ausstellungen.
Der Erinnerungsgarten „Garden of Stones“, der von Andy Goldsworthy entworfen wurde, besteht aus 18 ausgehöhlten Steinblöcken. In der Aussparung wurde jeweils ein Eichensetzling gepflanzt. Die 18 Steine stehen dabei für „Leben“, denn das hebräische Wort für „Leben“, chai, entspricht dem gematrischen Wert 18.
Im Gegensatz zu anderen Holocaust Museen, zeigt dieses Museum den Holocaust aus der (subjektiven) Opfersicht. Die rund 800 persönlichen Gegenstände und 2000 Fotografien, welche die jüdische Geschichte des 20. Jahrhunderts veranschaulichen sollen, werden im „Schauplatz für Gedächtnis und Lernen“ ausgestellt. 
Eine Ausstellung zeigt 24 Dokumentarfilme mit Interviews aus dem Archiv von Steven Spielbergs Shoah Foundation, welche die Erinnerungen der Holocaust-Überlebenden vermitteln soll. Dem Museum ist die Genealogie-Datenbank JewishGen angeschlossen, in der jeder nach Vorfahren oder Verwandten suchen kann.
Im Museum kann ein österreichischer Gedenkdienst abgeleistet werden.
2005 erhielt das Museum einen Teil einer 20 Millionen US-Dollar Beihilfe der Carnegie Corporation, die durch eine Spende des Bürgermeisters von New York City, Michael Bloomberg möglich wurde.